# Norbert Pfretzschner (politik)
Norbert Pfretzschner (11. února 1817 Jenbach – 22. června 1905 Innsbruck) byl rakouský lékař, fotograf a politik německé národnosti, v 2. polovině 19. století poslanec Říšské rady.

## Biografie
Studoval medicínu na Karlo-Ferdinandově univerzitě v Praze a v letech 1835–1841 i na Vídeňské univerzitě, kde roku 1842 získal titul doktora lékařství. Během revolučního roku 1848 se zapojil do politického dění. Podílel se na vzniku liberální strany. Účastnil se zasedání celoněmeckého Frankfurtského parlamentu.
Ve volbách roku 1848 byl též zvolen na rakouský ústavodárný Říšský sněm. Zastupoval volební obvod Hopfgarten v Tyrolsku. Uvádí se jako doktor medicíny. Patřil ke sněmovní pravici.
Po obnovení ústavní vlády se opět zapojil do politiky. Od roku 1861 byl poslancem Tyrolského zemského sněmu. Zemský sněm ho roku 1861 delegoval i do Říšské rady (tehdy ještě volené nepřímo) za Tyrolsko (kurie venkovských obcí, obvod Hall, Schwaz). K roku 1861 se uvádí jako lékař a statkář, bytem v Jenbachu. Rezignace na mandát v Říšské radě byla oznámena dopisem 27. září 1863. Vystupoval pro rovnoprávnost náboženství v Tyrolsku. Podporoval zřízení lékařské fakulty na univerzitě v Innsbrucku. Profiloval se jako příslušník německorakouské liberální levice (takzvaná Ústavní strana, liberálně a centralisticky orientovaná, odmítající federalistické aspirace neněmeckých etnik).
Od roku 1854 se zabýval fotografováním. Společně s přítelem Heinrichem Hlasiwetzem a švagrem Franzem Hanfstaenglem zdokonalovali fotografickou techniku, zejména fotografické desky a emulze. V roce 1869 získal na fotografické výstavě v Hamburku stříbrnou medaili.
Jeho synem byl rakouský sochař Norbert Pfretzschner (1850–1927).